# Bernhard Rothmann
Bernhard (o Bernard) Rothmann (Stadtlohn, Westfalia, Ducado de Westfalia, c. 1495 - c. 1535) fue un líder radical y anbaptista del siglo XVI en la ciudad de Münster. 

## Biografía
A finales de la década de 1520, Bernard Rothmann se convirtió en el líder de la reforma religiosa en la ciudad de Münster. En sus sermones condenó las  doctrinas católicas como el purgatorio y el uso de imágenes, así como la baja moral de los sacerdotes. Sufrió la censura del obispo católico en 1531, y posteriormente negó la autoridad de la Iglesia católica y se alineó abiertamente con los partidarios de la Reforma. En enero de 1532 publicó un credo evangélico y obtuvo el respaldo de las autoridades municipales. En el tratado del 14 de febrero de 1533, Münster fue reconocida como ciudad luterana. En el verano de 1533, Rothmann fue convertido por los discípulos anabaptistas de Melchior Hoffman al "antipedobaptismo". Comenzó a predicar contra el bautismo de niños desde su púlpito en la iglesia de San Lamberto. Aunque fue censurado por el concejo de la ciudad, se mantuvo a salvo gracias a su popularidad entre los gremios artesanales. Rothmann reforzó su posición ganando más adeptos.
Cuando Melchior Hoffman fue encarcelado en Estrasburgo, Jan Matthys asumió el liderazgo anabaptista en los Países Bajos. Declaró que Münster era el lugar al que Jesucristo volvería y establecería su reino. En enero de 1534, Matthys envió discípulos a Münster para declarar la ciudad como la "Nueva Jerusalén", y rápidamente bautizó a numerosos conversos, entre ellos Bernhard Rothmann, el 5 de enero de 1534.
Matthys llegó a Münster en febrero de 1534. Su "gobierno" de la ciudad preparó el terreno para los acontecimientos que suelen llamarse la rebelión de Münster. Aunque Matthys fue el profeta y líder, Rothmann fue probablemente la "voz teológica" más importante. Matthys murió en un fallido intento militar el domingo de Pascua de 1534. Juan de Leiden se convirtió a partir de entonces en rey de Münster hasta su caída en junio de 1535. Rothmann pudo haber muerto luchando durante la reconquista de Münster, o pudo haber escapado durante la agitación. Su cuerpo no fue identificado, pero al parecer no formaba parte del único grupo de combatientes anabaptistas supervivientes —una pequeña banda en torno a Heinrich Krechting— del que dan fe las fuentes contemporáneas, y a diferencia de los hombres de Krechting, nunca se volvió a saber nada de Rothmann.

## Teología

### Bautismo
A diferencia de muchos de los anabaptistas del siglo XVI, Rothmann sostenía que la inmersión era el modo adecuado de bautismo. Según el historiador Darren T. Williamson: "Basaba su posición principalmente en tres argumentos: primero, argumentó según las líneas gramaticales, no la gramática griega, sino la holandesa/alemana. Sostenía que el significado de la traducción holandesa debautismo debía tomarse literalmente. Afortunadamente, las palabras neerlandesas doepen y dumpelen significaban literalmente sumergir o mojar en agua. Es importante señalar que, aunque Rothmann era técnicamente correcto en este punto de la gramática, también se entendía comúnmente que había una excepción teológica de larga data tal como la practicaba la Iglesia, a saber, la aspersión. En segundo lugar, las explicaciones bíblicas del bautismo en pasajes como Romanos 6:3-4 (bautismo = sepultura), Colosenses 2:11-13 (bautismo = sepultura) y 1 Pedro 3:21 (bautismo = lavado del cuerpo o baño) describen gráficamente una inmersión. En tercer lugar, citó a algunas autoridades antiguas, Tertuliano, Orígenes, el Decreto de Graciano y el Beatus Rhenanus (con lo que se refería a colecciones de textos antiguos editados por Rhenanus, un contemporáneo de Rothmann), que al menos hasta cierto punto apoyaban directa o indirectamente el bautismo de adultos y la inmersión."

### Biblia
Rothmann aceptaba toda la Biblia como palabra de Dios. En su Restitución escribió: "Las divinas e incuestionablemente santas Escrituras que se llaman Biblia son las únicas que tienen la fama de ser necesarias y suficientes para enseñar a reprender, corregir y para instruir en justicia, para lo cual Dios todopoderoso también las ha dado a fin de que el hombre de Dios esté sin error y equipado para toda buena obra. Desde que comenzó la apostasía a través de la escritura y la enseñanza humana por medio de la cual las Escrituras divinas fueron oscurecidas, el Todopoderoso ha dispuesto entre nosotros que todos los escritos tanto nuevos como antiguos que no son bíblicos sean destruidos para que nos aferremos sólo a las Sagradas Escrituras."

### Cristología
La Cristología que sostenía Rothmann era la idea de la "carne celestial" de Kaspar Schwenkfeld y Melchior Hoffman (y más tarde de Menno Simons). 

### Iglesia
Rothmann creía que la iglesia era una congregación sólo de creyentes bautizados. En su Confesión escribió: "La iglesia de Cristo es una reunión de los hijos creyentes de Dios que alaban el nombre de Dios. Nadie más pertenece a ella... Las Escrituras testifican abundantemente que la fe viene de oír la Palabra y que la santa Iglesia se construye sólo con aquellos que creen. No se puede negar que la verdadera proclamación del santo Evangelio dio comienzo a la santa Iglesia... La segunda cosa mediante la cual se edifica la santa Iglesia es el santo bautismo. El bautismo es la entrada y la puerta a la santa Iglesia; por lo tanto, de acuerdo con el orden de Dios, nadie puede ser admitido en la Iglesia excepto a través del bautismo."

### Poligamia
Rothmann se opuso inicialmente a la poligamia introducida en Münster por Juan de Leiden, pero más tarde escribiría en defensa teológica de la idea. Escribió: "Dios ha restaurado la verdadera práctica del santo matrimonio entre nosotros. El matrimonio es la unión de hombre y mujer —ahora se ha suprimido 'uno'— para honor de Dios y para cumplir su voluntad, para que los hijos puedan ser educados en el temor de Dios. Así lo hicieron los Padres bíblicos hasta la época de los Apóstoles, y la poligamia tampoco ha sido prohibida por Dios", afirmó. Rothmann basaba la legitimidad de la práctica en un mayor énfasis en el Antiguo Testamento que el que era común entre la mayoría de los anbaptistas, así como en la visión anbaptista del matrimonio con fines de procreación.

## Legado
Rothmann influyó en los anabaptistas del sur de Alemania a través de Pilgram Marpeck, que tomó prestado parte de su Vermanung de los Bekenntnisse de Rothmann de 1533. Formó parte del primer movimiento, como discípulo de Melchior Hoffman, que sentó las bases del anabaptismo en los Países Bajos y el norte de Alemania. La visión de Rothmann sobre la Encarnación sería la predominante entre los anabaptistas holandeses en su primer siglo de historia (aunque Hoffman es mucho más la fuente).

## Obras
- Una confesión de fe y vida en la Iglesia de Cristo de Münster (1534)
- Una restitución de la enseñanza, la fe y la vida cristianas (octubre de 1534)
- Sobre la venganza (diciembre de 1534).